# En attendant Cousteau
Pour les articles homonymes, voir Cousteau.
Albums de Jean-Michel Jarre
Destination Docklands
(1989) Images
(1991)
En attendant Cousteau est le neuvième album studio de Jean-Michel Jarre, sorti en 1990. Il est consacré à la mer et réalisé en hommage au commandant Jacques-Yves Cousteau.

## Historique
L'album est enregistré dans le home studio de Jean-Michel Jarre à Croissy-sur-Seine mais également au Coral Sound Studio à Port-d'Espagne, la capitale de Trinité-et-Tobago. Jean-Michel Jarre et ses collaborateurs se rendent dans les Caraïbes pour collaborer avec The Amoco Renegades, un groupe de steel drums.
À l'origine, le titre de l'album devait être Cousteau sur la plage (Cousteau on the beach en anglais), mais En attendant Cousteau lui a été préféré au dernier moment. Certaines cassettes promotionnelles sont donc sorties avec le premier titre.
Le morceau En attendant Cousteau, qui ne contient pas de réelle mélodie, n'a pas été composé à l’aide d’un logiciel d'après une interview plus récente. Jean-Michel Jarre crée initialement ce morceau à l’occasion de l’exposition Concert d’Image. Sa durée varie selon les supports (22 minutes sur le vinyle et la cassette, 45 minutes sur le CD). Il est par ailleurs utilisé dans le documentaire Palawan : Le dernier refuge (1991), réalisé par le commandant Cousteau.
La sortie de l'album coïncide avec le concert gigantesque organisé à La Défense le 14 juillet 1990.

## Single
Calypso sort en single en 1990, accompagné par un clip animé.

## Pochette
La pochette a été réalisée par le studio Pastelle. La photographie est l’œuvre de Jean-Luc Dubin, alors que celle du verso fut prise par Pierre Terrasson.

## Accueil
L'album est plutôt très bien accueilli par les critiques musicales et par le public. Cet album, moins électronique que les précédents, mêle musique d'ambiance et électro. En France, l'album s'écoula à environ 550 000 exemplaires, et fut certifié double disque d'or.

## Liste des pistes

### Édition vinyle et cassette
| 1. | Calypso Part 1                 | 8:24 |
| 2. | Calypso Part 2                 | 7:10 |
| 3. | Calypso Part 3 (Fin de Siècle) | 6:28 |

| 1. | En attendant Cousteau | 22:00 |

### CD
| 1.    | Calypso                        | 8:23  |
| 2.    | Calypso Part 2                 | 7:10  |
| 3.    | Calypso Part 3 (Fin de siècle) | 6:29  |
| 4.    | En attendant Cousteau          | 46:55 |
| 69:00 |                                |       |

Le dernier morceau de 47 minutes qui apparaît sur le CD est complété par les 22 minutes de l'édition vinyle et par les 22 autres minutes de l'édition cassette pour obtenir le morceau complet de 90 minutes présent sur le CD Concert d'images offert durant « Jarre expo » et qui servit d'ambiance sonore à cette même exposition.

## Musiciens
- Jean-Michel Jarre : claviers
- Dominique Perrier : claviers
- Michel Geiss : claviers
- The Amoco Renegades dirigés par Jit Samaroo : Steel drums sur Calypso Part 1 et Calypso Part 2
- Bertram Kellman : accordeur des steel drums
- Christophe Deschamps : batterie sur Calypso

## Enregistrement
- Enregistrement de Calypso: Coral Studio, Port of Spain, République de Trinidad et Tobago
- Ingénieur du son : Denis Vanzetto
- Organisation et coordination à Port of Spain : Xavier Bellenger
- Mixages Calypso : Jean-Michel Jarre et Michel Geiss au Studio Guillaume Telle, Paris
- Ingénieur du son : Bruno Mylonas
- Assistant : Renaud Letang
- Enregistrement et mixage En attendant Cousteau : Jean-Michel Jarre à Croissy Studio, France
- Enregistré et mixé sur Studer A820 avec Dolby SR
- Mastering : Ted Jensen Sterling Sound, New York
- Assistance technique : Patrick Pelamourgues
- Assistante de Jean-Michel Jarre : Fiona de Montaignac